# بیرون نرو
بیرون نرو (به آلمانی: Steig. Nicht. Aus!) یک فیلم دلهره‌آور محصول سال ۲۰۱۸ سینمای آلمان به نویسندگی، تهیه‌کنندگی و کارگردانی کریستیان آلفارت است. ووتان ویلکه مورینگ در این فیلم نقش مردی را بازی می‌کند که مردی مرموز با او تماس می‌گیرد و از او می‌خواهد که مقداری پول به او باج بدهد، در غیر این صورت او و فرزندانش در داخل ماشین خود را منفجر می‌کند. این فیلم بازسازی فیلم اسپانیایی کیفر محصول ۲۰۱۵ است.

## داستان
کارل برندت، مردی میانسال، در حال بردن فرزندانش به مدرسه است که با تماسی ناشناس از فردی مبنی بر وجود بمب در زیر صندلی‌های ماشینش دریافت می‌کند. تماس گیرنده تهدید می‌کند که اگر برندت پول زیادی به او ندهد، بمب را منفجر می‌کند و او و فرزندانش را می‌کشد.

## تولید
این فیلم بازسازی فیلم دلهره‌آور اسپانیایی کیفر (فیلم ۲۰۱۵) است. این فیلم به مدت ۷ هفته بین ۲۲ مارس تا ۶ می ۲۰۱۷ در برلین فیلمبرداری شد.